# Массон, Фредерик
Фредерик Массон (фр. Louis Claude Frédéric Masson; 8 мая 1847 — 19 февраля 1923) — французский историк, специалист по эпохе Наполеона I.

## Биография
Выходец из семьи крупных чиновников, Фредерик Массон готовил себя к карьере дипломата и поступил на службу библиотекарем в Министерство иностранных дел Франции. В 1874 году он женился на Маргарите Коттен, дочери Франсуа Огюстена Коттена, члена Государственного совета при Второй империи, двоюродной сестре Поля Коттена. Этот брак позволил Массону познакомиться с членами императорской семьи, в том числе с принцем Наполеоном Жозефом, секретарём и другом которого он впоследствии стал. Шурин Массона женился на одной из дочерей Мориса Ришара.
Начиная с 1894 года Фредерик Массон посвятил себя главным образом исследованиям по наполеоновской тематике. Массон стал одним из ведущих специалистов в этой области, располагая большим штатом секретарей и архивариусов в его огромных апартаментах на улице Ла Боэти в Париже, а затем в особняке на улице де Ла Бом.
Массон был избран членом Французской академии 18 июня 1903 года, заменив Гастона Париса, и был торжественно принят в члены академии 28 января 1904 года, приветственную речь держал Фердинанд Брюнетьер. Стал непременным секретарём академии 20 мая 1919 года.
Перед смертью завещал Институту Франции своё собрание книг, документов, произведений искусства; ныне оно хранится в Фонде Досн-Тьер. В состав собрания входит уникальная коллекция рукописных документов времён Первой империи, а также 1 000 рисунков, 30 000 эстампов и более 2 000 картин и других произведений искусства.

## Произведения
- Les Guerres civiles en France pendant la Révolution. La révolte de Toulon en prairial an III (1875)
- Le Département des affaires étrangères pendant la Révolution, 1787—1804 (1877) Текст онлайн (фр.)
- Les Diplomates de la révolution : Hugou de Bassville à Rome, Bernadette à Vienne (1882)
- Le Marquis de Grignan, petit-fils de Madame de Sévigné (1882)
- Le Cardinal de Bernis depuis son ministère, 1758—1794. La suppression des jésuites. Le schisme constitutionnel (1884)
- Napoléon et les femmes (1893)
- Napoléon chez lui : la journée de l’empereur aux Tuileries (1894)
- Aventures de guerre, 1792—1809, souvenirs et récits de soldats, recueillis et publiés par Frédéric Masson, illustrés par Felician Myrbach (1894)
- Cavaliers de Napoléon (1895)
- Napoléon inconnu, papiers inédits (1786—1793), publiés par Frédéric Masson et Guido Biagi, accompagnés de notes sur la jeunesse de Napoléon (1769—1793) (2 volumes, 1895) Текст онлайн (фр.)
- Marie Walewska : les maîtresses de Napoléon (1897)
- Napoléon et sa famille. I, 1769—1802 (1897)
- Napoléon et sa famille. II, 1802—1805 (1898)
- Joséphine de Beauharnais, 1763—1796 (1898)
- Joséphine, impératrice et reine (1899)
- Joséphine répudiée 1809—1814 (1901)
- Hippolyte d’Espinchal. Souvenirs militaires, 1792—1814, publiés par Frédéric Masson et François Boyer (2 volumes, 1901) Текст онлайн 1 (фр.) 2 (фр.)
- L’Impératrice Marie-Louise (1902)
- Napoléon et son fils (1904)
- Les Quadrilles à la cour de Napoléon Ier (1904)
- Jadis (2 volumes, 1905—1906)
- L’Affaire Maubreuil (1907)
- Napoléon dans sa jeunesse, 1769—1793 (1907)
- Sacre et couronnement de Napoléon (1908)
- Autour de l'île d’Elbe (1908)
- Jadis et aujourd’hui (2 volumes, 1908—1909)
- Sur Napoléon, huit conférences, 1908—1909 (1909)
- Autour de Sainte-Hélène (2 volumes, 1909)
- Petites histoires (2 volumes, 1910—1912)
- Au jour le jour : Malmaison ; Magenta; la Corse; la Maison des Carmes ; On meurt dans les casernes ; Messieurs de la science; les Maubreuil; les Émigrés et la Restauration (1911)
- L’Académie française, 1629—1793 (1912)
- Napoléon à Sainte-Hélène, 1815—1821 (1912)
- Introduction au «Journal de ma déportation à la Guyane française», de André-Daniel Laffon de Ladebat, (1912)
- Pour l’Empereur, pages d’histoire nationale, 1796—1821 (2 volumes, 1914—1917)
- Les Femmes et la guerre de 1914 (1915)
- À l’arrière, août 1914-août 1915 (1916)
- Une campagne française (1917)
- La Guerre. Pour les morts. Hôtel Thiers. Institut de France. Juillet 1916-décembre 1918 (1919)
- Mme Bonaparte, 1796—1804 (1920)
- La Vie et les conspirations du général Mallet (1921)
- Revue d’ombres. Près de la princesse Caroline, 1803—1805. Les Derniers jours de Murat, mai-octobre 1815. L’Envers d’une conspiration, Grenoble 1816 (1921)
- Quatre conférences sur Joséphine (1924)
- La Société sous le Consulat (1937)
- Correspondance entre le grand-duc Nicolas Mikhaïlovitch de Russie et Frédéric Masson, 1897—1914 (2005)